# Mechta-Afalou
La popolazione di Mechta-Afalou è il complesso antropologico presente in Nordafrica nel paleolitico. Prende il nome dalle località di Mectha El Arbi e Afalou bou Rummel in Algeria, dove sono stati trovati molti resti di questo tipo umano (80 scheletri). Campioni numerosi sono stati trovati anche a Taforalt in Marocco (50 scheletri).

## Antropologia fisica

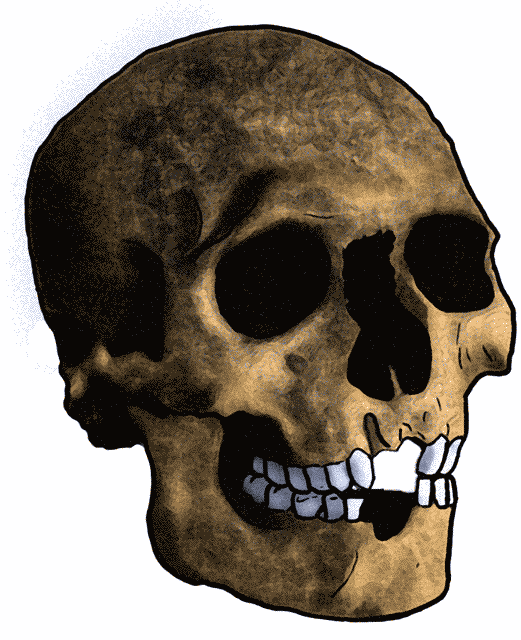
Cranio tipo Mechta el-Arbi

L'uomo di Mechta el Arbi, talvolta conosciuto anche come Mechta-Afalou è considerato dagli antropologi una variante del tipo di Cromagnon europeo a cui risulta assai affine, ripetendone le disarmoniche caratteristiche antropologiche. Si deve ricordare che sono presenti anche un certo numero di tipi aberranti (cranio piuttosto alto, casi di brachicefalia, naso spesso camerrino), mentre altri esemplari rassomigliano da vicino al tipo dell'Uomo di Oberkassel (D. Ferembach, 1962).
Inoltre uno scheletro trovato ad Afalou, in livello leggermente inferiore agli altri e sepolto disteso (mentre gli altri sono sepolti flessi), presenta bassa statura e caratteristiche che l'avvicinano piuttosto a Combe-Capelle (R. Biasutti, 1967), questo suggerisce di collegarlo alle forme paleomediterranee dei portatori della cultura capsiana.
Nella forma classica fa la sua comparsa nel 20.000 a.C. e risulta associato alla paleolitica cultura iberomaurusiana. Caratteristica dei resti mechtoidi associati alla cultura iberomaurusiana è l'avulsione degli incisivi centrali superiori, rituale che si protrae fino anche in periodo capsiano.

## Diffusione geografica
Questo tipo umano, dominante nel Nordafrica fino al momento dell'apparizione (10.000 a.C.-5.000 a.C.) dei protomediterranei capsiani, comincia a diminuire demograficamente e retrocedere geograficamente verso occidente: Mar Mediterraneo occidentale, Atlantico  e Isole Canarie (dove avrebbero costituito il tipo principale dei Guanci), così come anche nel sudest sahariano (Hassi el Abioud) e in Sudan (Jebel Saba).
Sebbene la popolazione di tipo mechtoide sia diminuita costantemente a partire dall'arrivo dei capsiani, fino all'epoca punica circa l'8% delle popolazioni del Magreb presentava le caratteristiche di Mechta, mentre queste si stimano essere ancora presenti nel 3% della popolazione nordafricana attuale.
Probabilmente al tipo di Mechta si devono riferire i cosiddetti "libici biondi" ( Libu o Rebu) dipinti sul sarcofago del faraone Mernefta (età del bronzo).

## Ipotesi sul tipo di Mechta-Afalou
G. Camps (1996) sostiene che il tipo di Mechta el Arbi non può considerarsi come il tipo ancestrale dei Berberi attuali.

Contrariamente, C. Coon sostiene che il ceppo berbero dei monti della catena dell'Atlante è assai affine al tipo di Mechta.
Comunque l'opinione più accettata è che i Guanci sopravvissuti fino ai tempi moderni, fossero i più genuini discendenti del tipo di Mechta-Afalou.

## Galleria d'immagini
Berbero del Rif, di tipo meBi
RELACIONES GENÉTICAS ENTRE LAS POBLACIONES CANARIA Y NORTEAFRICANAS, su personal.telefonica.terra.es. URL consultato il 29 marzo 2006 (archiviato dall'url originale il 29 giugno 2007).R.Parenti, "Lezioni di Antropologia Fisica", Libreria Scientifica Pellegrini, 1973chtoide
 Berbero Cabilo